# Monumento ao Desertor
O Monumento ao Desertor (ou Deserteurdenkmal, em alemão) é uma homenagem aos desertores e demais opositores ao regime nacional-socialista. Ele foi inaugurado em 1 de setembro de 2009, em Colônia. A instalação foi uma solicitação do Conselho de Colônia em 2006. Após um estudo, prévio à construção, verificou-se que 104 soldados da cidade desertaram durante a Segunda Guerra Mundial. A estrutura é de alumínio, composta por uma mensagem elaborada com letras coloridas. Para a leitura das palavras, é preciso olhar para cima, como se o texto estivesse no céu.